# 쿠소네 전투
쿠소네 전투는 크로아티아 독립 전쟁 기간인 1991년 9월 8일부터 9일까지 이틀간 크로아티아 파크라츠 인근의 쿠소네 마을에서 일어난 전투다. 이 전투는 크로아티아 국가방위군(ZNG) 소대가 정찰 임무를 수행하던 도중 세르브계 크로아티아인 군사의 기습을 받으면서 시작되었다. 국가방위군은 매복당한 소대를 구출하기 위해 지원군을 파견했으나 임무에 실패했다. 전투에서 살아남은 소대원은 탄약이 떨어질 때까지 버티며 저항하다 결국 투항했고, 포로들은 사살되어 집단무덤에 묻혔다.
정찰소대의 운명은 몇 달간 크로아티아 정부에 알려지지 않았으며 이는 매복 부대가 원래 있던 벨로바르의 불안정한 분위기에 기름을 끼얹었다. 이 긴장은 일주일 후 벨로바르에 있는 유고슬라비아 인민군(JNA) 막사가 봉쇄되고 점령되면서 폭발했다.
전투 2년 후 열린 추모식 도중 지뢰가 폭발해 3명이 사망하고 여러 명이 부상을 입었다. 크로아티아 정부는 이 사건을 테러 공격으로 규정하고 다음 날 크로아티아군이 메다크 포위 작전을 개시하기로 결정하는 데 영향을 주었다.

## 배경
1990년 크로아티아 사회주의 공화국에서 열린 민주 총선에서 크로아티아 민주연합(HDZ)이 대승을 거두자 크로아티아 내 크로아트인과 세르브인 사이 민족 갈등이 심화되기 시작했다. 유고슬라비아 인민군은 저항을 최소화하기 위해 크로아티아 내 영토방위군(TO)의 무기를 전부 압수했다. 8월 17일에는 민족 분쟁이 세르브계 크로아티아인의 대대적인 반란으로 번져 주로 세르브계가 다수 거주하는 달마티아고원 내륙 크닌(스플리트에서 동북쪽으로 60 km 떨어짐) 주변 지역, 리카, 코르둔, 바노비나, 크로아티아 동부 일부 지역에 반란이 일어났다. 1991년 1월 몬테네그로와 세르비아 내 자치주인 보이보디나, 코소보의 지원을 받은 세르비아는 크로아티아 보안군을 무장 해제시키기 위한 유고 인민군의 작전을 유고슬라비아의 대통령직단에게 승인을 받으러 시도했으나 실패했다. 이 요청은 거부되었고 3월에는 세르브계 반군과 크로아티아 특수경찰인 루치코 대테러부대 사이 유혈 충돌이 발생하자 유고 인민군은 연방 대통령직에게 전시 권한을 부여하고 비상사태를 선포하라고 요청했다. 이 요청은 세르비아와 동맹의 지지를 받았으나 3월 15일 유고 인민군의 요청도 거부되었다. 세르비아의 대통령 슬로보단 밀로셰비치는 크로아티아와 함께 유고슬라비아 연방을 유지하는 것보다 세르비아를 확대하는 방향을 더 선호하면서 유고 인민군을 세르비아군으로 바꿔버리겠다고 공개적으로 위협하고 연방 대통령직의 권위를 더 이상 인정하지 않겠다고 선언했다. 이 위협으로 유고 인민군은 유고슬라비아 연방을 존속시키는 계획을 포기하고 세르비아를 확대하는 밀로셰비치 통제 하로 들어갔다. 3월 말에는 분쟁이 격화되며 첫 충돌 사망자가 발생했다. 4월 초 크로아티아 내 세르브인 반군 지도자들은 자신이 통제하는 지역을 세르비아와 합병하겠다고 발표했다. 크로아티아 정부는 이들을 분리독립 반란군으로 규정했다.
1991년 초 크로아티아에는 군대가 없었다. 크로아티아는 국방력 강화를 위해 경찰 수를 2만명으로 증원했다. 크로아티아 경찰에서 가장 강력한 힘을 지닌 부대는 사실상 군사 부분을 따라 조직된 12개 대대 3천명 인원의 크로아티아 특수경찰이었다. 또한 16개 대대, 10개 중대로 된 9천~1만명 규모의 각 지역별 예비경찰부대도 있었으나 무기가 부족했다. 상황이 악화되자 크로아티아 정부는 5월에 특수경찰 부대를 4개의 전문근위여단으로 확대하여 크로아티아 국가방위군(ZNG)을 창설했다. 국가방위군은 크로아티아 국방부의 통제 하에 퇴역했던 유고 인민군 장군 마르틴 슈페겔이 지휘했으며 4개 여단 약 8천명 병력으로 구성되었다. 예비경찰도 4만명으로 확대되어 ZNG 소속으로 편입되어 19개 여단과 14개 독립대대로 조직되었다. 근위여단은 ZNG 중 소화기를 완벽하게 갖춘 유일한 부대였으나 국가방위군 전체에 중화기는 부족했고 여단급 이상 지휘통제구조는 열약했다. 중화기 부족이 너무 심각해서 국가방위군은 박물관이나 영화 스튜디오에서 가져온 제2차 세계 대전 시기 무기도 사용했다. 당시 크로아티아의 무기 비축량은 해외에서 구입한 소화기 약 3만정과 경찰이 기존에 보유하고 있던 소화기 15,000정이 있었다. 근위여단에서 손실한 병력을 대체하기 위해 약 1만명 규모의 강력한 신규 경찰 병력도 충원되었다.

## 전조
3월 파크라츠에서 첫 교전이 발생한 이후 파크라츠-부체-포제가 도로 동쪽의 세르브계가 주로 거주하고 있는 지역 마을은 대부분 크로아티아 정부의 통제를 벗어났다. 7월 초에는 반란이 파크라츠와 포제가 사이 모든 마을 및 파푸크산과 빌로고라산의 북쪽 사면 지역으로까지 퍼졌다. 이렇게 반란이 확대되며 슬라티나 근처에 있는 세르브계 크로아트인 포병의 사거리 내에 있었기 때문에 크로아티아의 바라주딘-오시예크 도로 사용에 방해될 위험이 커졌다. 세르브계 반군이 서슬라보니아 세르브인 자치주(SAO 서슬라보니아)를 선포하고 오쿠차니 마을을 포함하도록 관할 영토를 확장한 후 자그레브와 슬라보니아를 잇는 가장 중요한 교통로인 자그레브-베오그라드 고속도로의 노브스카와 노바그라디슈카 사이 구간을 끊어버렸다. SAO 서슬라보니아에는 큰 마을이 없었다. 세르브계 크로아티아군은 이 문제를 해결하기 위해 8월 19일 일찍 공세를 시작했다. 공세 목표는 그루비슈노폴레, 다루바르, 파크라츠, 리피크 마을을 점령하고 SAO 서슬라보니아의 영토를 하나로 잇는 것이었다. 이 공격은 자그레브와 벨로바르에서 지원군이 도착하여 실패했지만, 군사 통제선은 이 4개 마을과 매우 가까운 상태로 유지되었다.

## 전개
9월 2일 국가방위군은 이 지역의 경찰력 방어를 위해 제105보병여단 제1대대 제A중대를 파크라츠 지역에 주둔시켰다. 9월 3~4일에는 서슬라보니아 지역의 폭력 사태가 점점 심화되면서 세르브계군이 슬라티나 남쪽의 체테코바츠, 초일루그, 발린치 마을을 공격해 경찰 2명과 민간인 21명이 사망했다.
9월 8일 A중대의 정찰소대는 건 트럭을 사용해 쿠소네 마을 주변을 정찰하는 임무를 맡았다. 소대는 마을에 도착하기 전까지 아무런 저항도 마주치지 못했다가 세르브계 크로아티아군의 매복을 받았다. 소대 장갑차는 무력화되었고 국가방위군 병력은 파괴된 트럭을 버리고 인근 주택으로 피신했다.
매복 사실을 알게 된 국가방위군은 정찰소대를 구출하기 위해 병력을 파견했다. 구출 병력은 "오메가" 특수경찰부대, 예비경찰, 비로비티차에서 증원받은 국가방위군 병력의 지원을 받은 A중대 나머지 병력으로 구성되었다. 하지만 증원군은 탄약이 부족해 전투 중인 정찰소대 방면까지 진출에 실패했다. 교착 상태는 9월 9일까지 지속되었고 세르브계 크로아티아군은 폭발물을 사용해 정찰소대가 엄폐물로 사용하던 집 일부를 폭파시켰다. 정찰소대원 11명이 전투 중 사망했고 나머지 7명은 탄약이 떨어졌다. 이후 남은 병력은 집을 포위한 세르브계군에게 항복했으나 이후 체포당한 사람들에게 고문당한 뒤 살해당했다. 희생자들의 시신에는 거세를 당한 흔적과 귀, 코, 손가락 등이 잘린 사람도 발견되는 등 심각한 고문과 신체 절단 흔적이 남았다.

## 여파
정찰소대를 지원하고 구출하기 위해 파견된 부대가 더 많은 사상자를 내면서 전투와 이 직후 여파로 인한 크로아티아의 총 사망자는 20명이 넘었다. 정찰소대의 운명은 수개월간 크로아티아 정부나 부대원의 친인척에게 바로 알려지지 않았으며 105여단이 원래 주둔하던 벨로바르의 불안정한 분위기에 기름을 끼얹었다. 이런 긴장은 일주일 후 벨로바르에 있는 유고 인민군 막사를 봉쇄하고 점령하면서 폭발했다. 유고 인민군 측은 크로아티아 병사의 최후에 대해 아는 것이 없다고 부인했다. 크로아티아 측 병사 사망의 자세한 전후상황은 1991년 12월에 알려졌다. 크로아티아군은 12월 30일 파푸크-91 작전을 통해 쿠소네를 탈환했고 병사들의 시신은 1992년 1월 발굴되었다. 군인과 함께 라코브포토크 마을에서 사망한 민간인 23명의 시신도 집단무덤에서 함께 발견되었다. 군인들은 1992년 2월 5일 벨로바르에 다시 매장되었다. 유고 인민군 정보보고서에 따르면 발굴서부터 재매장 사이 기간 벨로바르 지역의 세르브인 소유 주택 32채가 살인 보복으로 철거되었다.
이 지역은 정치적 합의에 도달할 때까지 전투 영향을 받은 지역을 안정화시키겠다는 휴전 계획인 밴스 계획의 이행을 위해 유엔보호군(UNPROFOR)이 도착한 비무장화 지역이다. 파크라츠-포제가 도로에 인접한 지역, 특히 쿠소네 지역은 여전히 안전하지 않았다. 도로를 따라 수많은 공격이 발생해 여러 사망자와 부상자가 발생했다. 여기에는 1993년 8월 5일 크로아티아 경찰순찰대를 향한 공격도 있어 이 때 경찰 4명이 사망하고 4명이 부상을 입었다. 1993년 9월 크로아티아 정부는 1991년 매복 현장에 기념명판을 놓고 사건 2주년 추모를 위한 화환 놓아주기 행사를 계획했다. 9월 8일 오전 10시 20분 기념식이 진행되는 동안 현장에서 지뢰가 폭발해 3명이 사망하고 11명이 부상을 입었다. 부상자에는 아르헨티나 유엔보호군 대원도 있다. 사망자들은 국가방위군 제105여단 소속이었다. 이 사건을 크로아티아 정부는 테러 사건으로 규정했으며 일련의 계속된 포격과 사보타주로 사태에 대한 인내심을 잃고 있던 크로아티아 정부에게 방아쇠 역할을 했다. 이 때문에 다음 날 메다크 포위 작전이 시작되었다.
크로아티아 정부는 1991년 전쟁포로 살해와 관련해 4명을 기소하여 유죄 판결을 내리고 각각 15년형에서 20년형 사이의 징역형을 선고했다. 1993년 테러와 관련된 또 다른 사람도 재판을 받아 징역 20년형을 선고받았다. 1998년에는 쿠소네에서 사망한 군인의 유가족을 중심으로 복되신 동정 마리아 탄생 축일 성당이 세워졌고 예배당 안에 23명의 사망자 이름이 담긴 추모명판이 세워졌다. 1991년과 1993년의 사건을 매년 쿠소네에서 민간인과 군 대표들이 참석해 추모하고 있다. 2014년에는 쿠소네 사건을 바탕으로 한 장편 영화인 《Number 55》가 개봉되었다. 영화의 제목은 1991년 9월 8~9일 사이 크로아티아 국가방위군 병력이 피신했던 주택의 우편번호이다.

## 참고 문헌
서적
- Central Intelligence Agency, Office of Russian and European Analysis (2002). 《Balkan Battlegrounds: A Military History of the Yugoslav Conflict, 1990–1995》. Washington, D.C.: Central Intelligence Agency. ISBN 9780160664724. OCLC 50396958.
- 《Eastern Europe and the Commonwealth of Independent States》. London, England: Routledge. 1999. ISBN 978-1-85743-058-5.
- Hoare, Marko Attila (2010). 〈The War of Yugoslav Succession〉.   Ramet, Sabrina P. 《Central and Southeast European Politics Since 1989》. Cambridge, England: Cambridge University Press. 111–136쪽. ISBN 978-1-139-48750-4.
- Nazor, Ante (2007). 《Počeci suvremene hrvatske države: kronologija procesa osamostaljenja Republike Hrvatske: od Memoranduma SANU 1986. do proglašenja neovisnosti 8. listopada 1991》 [Beginnings of the Modern Croatian State: A Chronology of the Independence of the Republic of Croatia: from 1986 SANU Memorandum to the Declaration of Independence on 8 October 1991] (크로아티아어). Zagreb, Croatia: Croatian Homeland War Memorial Documentation Centre. ISBN 9789537439019.
- Ramet, Sabrina P. (2006). 《The Three Yugoslavias: State-Building And Legitimation, 1918–2006》. Bloomington, Indiana: Indiana University Press. ISBN 978-0-253-34656-8.

저널 논문
- Filipović, Vladimir (July 2008). “Kanadska Brigada "Princeza Patricija" u zapadnoj Slavoniji 1992.-1993.: Pripreme, djelovanje, poteškoće” [Canadian Princess Patricia Brigade in Western Slavonia 1992–1993: Preparations, Activities, Problems]. 《Polemos: Journal of Interdisciplinary Research on War and Peace》 (크로아티아어) (Zagreb, Croatia: Croatian Sociological Association and Jesenski & Turk Publishing House) 11 (22): 51–70. ISSN 1331-5595.
- Karaula, Željko (June 2007). “Osvajanje vojarne JNA "Božidar Adžija" u Bjelovaru 1991. godine” [Capture of "Božidar Adžija" JNA barracks in Bjelovar in 1991]. 《Journal of Contemporary History》 (크로아티아어) (Croatian Institute of History) 39 (1): 7–24. ISSN 0590-9597.
- Međimorec, Miroslav (September 2002). “Political and Diplomatic Efforts by the Republic of Croatia and the International Community in Order to Achieve the Peaceful Reintegration of Occupied Areas and Croatia's Full Sovereignty on it’s [sic] Complete State Territory”. 《National Security and the Future》 (Zagreb, Croatia: St. George Association) 3 (3–4): 35–48. ISSN 1332-4454.
- Međimorec, Miroslav (March 2004). “Reakcija UN/MZ – Sporazum o povlačenju UNPROFOR-SITREPORTS” [Reaction of the UN/International Community – UNPROFOR Withdrawal Agreement-SITREPORTS]. 《National Security and the Future》 (크로아티아어) (Zagreb, Croatia: St. George Association) 5 (1–4): 9–34. ISSN 1332-4454.
- Štefančić, Domagoj (December 2011). “Autocesta – okosnica rata u zapadnoj Slavoniji” [Motorway – The Axis of the War in Western Slavonia]. 《Journal – Institute of Croatian History》 (크로아티아어) (Institute of Croatian History, Faculty of Philosophy, Zagreb, FF press) 43 (1): 427–455. ISSN 0353-295X.

뉴스 르포
- “21. godišnjica tragične pogibije hrvatskih branitelja u Kusonjama” [21st Anniversary of Tragic Death of Croatian Defenders in Kusonje] (크로아티아어). Bjelovar Portal. 2012년 9월 6일. 2016년 3월 4일에 원본 문서에서 보존된 문서. 2014년 11월 19일에 확인함.
- Engelberg, Stephen (1991년 3월 3일). “Belgrade Sends Troops to Croatia Town”. 《The New York Times》. 2013년 10월 2일에 원본 문서에서 보존된 문서.
- “Kratke vijesti” [News in Brief] (크로아티아어). Croatian Radiotelevision. 1998년 9월 9일. 2016년 3월 5일에 원본 문서에서 보존된 문서. 2014년 11월 19일에 확인함.
- Kreutz, Andrej (2014년 8월 5일). “Otkrivamo tko su bili hrvatski heroji o kojima je snimljen film” [We Discover Croatian Heroes About whom the Film was Made]. 《24sata (Croatia)》 (크로아티아어).
- “Obilježena 23. obljetnica A satnije Zbora narodne garde, prve vojne postrojbe u BBŽ” [23rd Anniversary of A-company of the Croatian National Guard, the First Armed Unit in the Bjelovar-Bilogora County] (크로아티아어). Bjelovar Info Medij. 2014년 6월 10일. 2016년 3월 7일에 원본 문서에서 보존된 문서. 2014년 11월 19일에 확인함.
- “Roads Sealed as Yugoslav Unrest Mounts”. 《The New York Times》. Reuters. 1990년 8월 19일. 2013년 9월 21일에 원본 문서에서 보존된 문서.
- Sudetic, Chuck (1991년 4월 2일). “Rebel Serbs Complicate Rift on Yugoslav Unity”. 《The New York Times》. 2013년 10월 2일에 원본 문서에서 보존된 문서.
- “U Kusonjama održana komemoracija za 23 poginula branitelja iz Bjelovara” [Commemoration for 23 Killed Defenders from Bjelovar Held in Kusonje] (크로아티아어). Index.hr. HINA. 2014년 9월 8일.

기타 출처
- “Letter to His Excellency Slobodan Milošević and General Blagoje Adžić” (PDF). Human Rights Watch. 1992년 1월 21일.
- “Obilježena 23. godišnjica pogibije hrvatskih branitelja u Kusonjama” [23rd Anniversary of Death of Croatian Defender in Kusonje Marked] (크로아티아어). Ministry of Veterans' Affairs (Croatia). 2014년 9월 9일. 2014년 9월 13일에 원본 문서에서 보존된 문서.
- “Odgovor na upite vezano za zločin u Kusonjama” [Reply to Inquiries about the Crime in Kusonje] (크로아티아어). State Attorney's Office of the Republic of Croatia.
- “Sjećanje na tragičnu pogibiju hrvatskih vojnika u Kusonjama” [Remembrance of Tragic Death of Croatian Soldiers in Kusonje]. 《Hrvatski vojnik》 (크로아티아어) (Ministry of Defence (Croatia)). September 2012. ISSN 1333-9036. 2014년 11월 19일에 원본 문서에서 보존된 문서. 2014년 11월 19일에 확인함.
- “The Prosecutor vs. Milan Martic – Judgement” (PDF). International Criminal Tribunal for the former Yugoslavia. 2007년 6월 12일.